# Anthreptes gabonicus
El suimanga pardo (Anthreptes gabonicus) es una especie de ave paseriforme de la familia Nectariniidae, propia de la selva tropical africana.

## Distribución y hábitat
Se encuentra en África Occidental y el oeste de Central, distribuido por los siguientes países:  Angola, Burkina Faso, Camerún, República del Congo, República Democrática del Congo, Costa de Marfil, Guinea Ecuatorial, Gabón, Gambia, Ghana, Guinea, Guinea-Bissau, Liberia, Nigeria, Senegal y Sierra Leona.
Su hábitat natural son los bosques húmedos tropical.